# K6리그 전남
K6리그 전남(K6 League Jeonnam)은 대한민국 전라남도에서 진행되는 축구 대회이다.

## 역사
2018년에 '디비전-6 전라남도리그'라는 이름으로 시작되었다. 2018시즌에 2개 지역으로 구분되어 14개 선수단이 참여했고 , 2019시즌에는 1개의 지역에 8개 선수단이 참여하고있다.

## 시즌별 결과
| 시즌   | 권역 | 참가 | 우승 | 준우승 | 승격 | 강등 | 비고                                    |
| ------ | ---- | ---- | ---- | ------ | ---- | ---- | --------------------------------------- |
| 2018년 | 2개  | 14팀 |      |        |      |      | 승격팀은 2019년 K5리그 광주 전남에 참가 |
| 2019년 | 1개  | 8팀  |      |        |      |      |                                         |

## 같이 보기
- K6리그